# Mount Morris Bank Building
El Mount Morris Bank Building, también conocido como Corn Exchange Bank (Mount Morris Branch) y Corn Exchange Building, es un edificio histórico en el barrio de East Harlem de Manhattan, Nueva York, ubicado en 81- 85 East 125th Street en la esquina noroeste de Park Avenue. Aunque se destacó arquitectónicamente cuando era nuevo en 1883, a fines de los años 1970 estaba vacío y permaneció así durante tres décadas, destrozado y deteriorado. En 2009, la ciudad demolió, por seguridad, la mayor parte de lo que quedaba después de un incendio en 1997, pero en 2012 un promotor se comprometió a reconstruirlo para uso comercial y el edificio se reabrió en mayo de 2015.
El edificio fue agregado al Registro Nacional de Lugares Históricos en 1989, y fue designado Monumento de la Ciudad de Nueva York en 1993.

## Años como banco
El Mount Morris Bank se organizó en diciembre de 1880 cuando Harlem se estaba transformando de un suburbio en un vecindario residencial urbano, conectado a los distritos comerciales y residenciales del centro de la ciudad por las nuevas líneas de Manhattan Railway Company. Inicialmente, el banco alquiló un espacio en 133 East 125th Street, al oeste de Lexington Avenue.
La construcción comenzó en su nuevo edificio, que fue seleccionado por concurso y ubicado en 81, 83 y 85 East 125th Street, el 3 de abril de 1883 y se completó el 1 de febrero de 1884, aunque el banco, que ocupaba el piso principal, se mudó a finales de 1883. Al igual que sus vecinos más sencillos, el edificio fue diseñado para una combinación de uso comercial y residencial. El sótano, parcialmente sobre el suelo, fue ocupado inicialmente por Mount Morris Safe Deposit Company en el n. ° 83, que construyó y fue propietario del edificio. Había seis apartamentos en cuatro pisos sobre el local comercial, más un ático. Los apartamentos, llamados "The Morris", estaban completamente separados de la parte bancaria del edificio. Tenían su propia entrada en el número 81 y eran atendidos por un ascensor, pero apenas duraron dos décadas: a principios del siglo XX los apartamentos se convirtieron en oficinas.
Los arquitectos Lamb & Rich utilizaron piedra arenisca con revestimiento de roca en el estilo neorrománico para las partes del banco de la estructura y revestimiento de ladrillo rojo Filadelfia para la parte residencial en el estilo Reina Ana.
En ese momento, el Ferrocarril Central de Nueva York corría en un corte abierto a lo largo de Park Avenue, con una estación (bajo el nivel del suelo) en la calle 125. Por lo tanto, la ubicación del edificio era conveniente tanto para los viajeros como para el comercio. : 2-3 
En 1889-90, el tamaño del edificio se duplicó utilizando el lote adyacente en su lado norte (Park Avenue), en una expansión diseñada por los arquitectos originales, que incluía una entrada al sótano en 1820 Park Avenue. : 5  En 1912, el arquitecto Frank A. Rooke quitó los delanteros se inclina y escaleras, que proyectan en la acera pública, y reconstruyeron los zaguanes. : 3 : photo 
En 1913, el Mount Morris Bank se convirtió en una sucursal del Corn Exchange Bank, el primer banco de la ciudad de Nueva York en establecer sucursales locales. El Corn Exchange Bank se fusionó con el Chemical Bank en 1954 y se convirtió en el Chemical Corn Exchange Bank. Chemical cerró la sucursal a mediados de los años 1960 y trasladó sus operaciones a una nueva ubicación cercana, : 3  después de lo cual varios inquilinos comerciales y una iglesia ocuparon el edificio. La ciudad de Nueva York tomó el título en 1972 por impuestos atrasados. : 5 

## Destrucción y reconstrucción

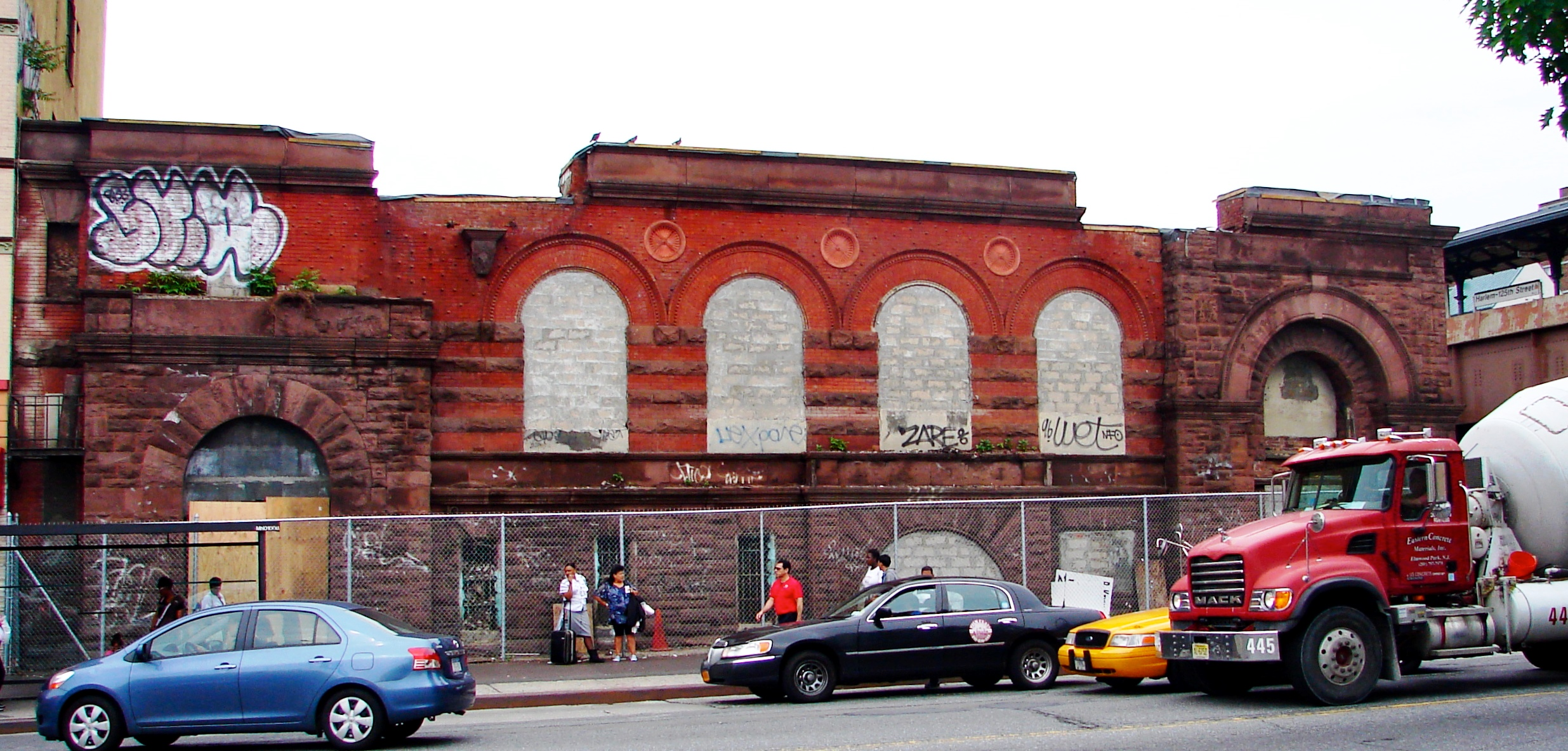
El edificio en 2011

A fines de los años 1970, cuando las propiedades estaban siendo abandonadas en toda la ciudad, la estructura de Corn Exchange estaba vacía y permaneció casi vacía durante tres décadas, destrozada y deteriorándose. Fue sellado en 1987 a pedido de la Junta Comunitaria local. En 1989 se añadió al Registro Nacional de Lugares Históricos. 
La Comisión de Preservación de Monumentos Históricos de la ciudad consideró la estructura para su designación como un lugar emblemático oficial en 1984, pero no actuó en ese momento; en 1993, sin embargo, lo designaron, afirmando que conservaba su integridad arquitectónica en un grado sorprendentemente alto. (Por ley, los poderes de la comisión sobre una propiedad de la ciudad son meramente consultivos).
Un incendio destruyó el techo abuhardillado y los dos pisos que lo rodeaban en 1997. En 2003, una activista comunitaria pagó 10 000 dólares por el edificio, planeando una escuela culinaria, pero no pudo financiar su proyecto y la idea nunca se llevó a cabo.
La ciudad tomó posesión del edificio en 2000 y en 2009 demolió todo menos el sótano y el piso principal, por razones de seguridad. desarrollador Artimus Construction compró la estructura en 2012 y se comprometió a reconstruirla para uso comercial y minorista. El diseño, de Danois Architects, no pretende ser una copia exacta del original, sino más bien sugestivo de él, y fue aprobado por la Comisión de Preservación de Monumentos Históricos en 2013.
El Corn Exchange Building reabrió sus puertas con una feria de arte en mayo de 2015.